# Miroslav Zei
Miroslav Zei, slovenski biolog, * 25. julij 1914, Nabrežina pri Trstu, † 2. november 2006, Drniš, Hrvaška.
Akademski raziskovalec, avtor številnih znanstvenih knjig in strokovnih člankov, mednarodno priznan biolog, oceanograf, ihtiolog, morski biolog, pedagog in pisatelj.

## Življenjepis
Zei je leta 1936 diplomiral na Filozofski fakulteti Univerze v Ljubljani in tam leta 1940 tudi doktoriral. V letih 1937−1947 je bil zaposlen na oceanografskem inštitutu v Splitu, nato pa se je vrnil v Slovenijo in v letih 1948−62 predaval na Filozofski fakulteti ter na Biotehniški fakulteti Univerze v Ljubljani kot izredni ter nato 1976−80 kot redni profesor. Njegovi hčeri sta novinarka Lada Zei in komunikologinja Vida Zei, brat pa slikar Zlatko Zei.
Miroslav Zei je bil v letih 1951–58 direktor Inštituta za morsko biologijo Jugoslovanske akademije znanosti in umetnosti v Rovinju. V letih 1960-61 je delal kot prvi direktor Inštituta za biologijo Univerze v Ljubljani, nato pa je odšel v tujino in v letih 1962−75 delal kot izvedenec in direktor ribarskooceanografskih projektov OZN. To delo je opravljal v Gani, kjer je opravljal raziskave v vzhodnem tropskem Atlantskem oceanu in kasneje v Tuniziji. Po končanem mandatu se je vrnil v Slovenijo in bil dve leti direktor Morske biološke postaje v Piranu. Kasneje je bil član več misij UNDP v Afriki in Sredozemlju ter v letih 1977−88 član medvladne oceanografske komisije Unesca in medvladne komisije za raziskovanje Sredozemlja. Bil je tudi gostujoči profesor na univerzah v Giessnu, Gradcu, Aleksandriji, Listu, Akri in Freetownu.
Najpomembnejši znanstveni dosežek Miroslava Zeia je odkritje menjave spola pri ribah kostnicah, s čimer je postavil mejnik v ihtiologiji.

## Drugo delo
Napisal je številne poljudnoznanstvene knjige, s katerimi je Miroslav Zei, ki je slovel kot odličen in duhovit pedagog, morje in njegovo življenje približal mnogim generacijam Slovencev. Za to delo je dvakrat prejel Levstikovo nagrado (leta 1952 in 1958).
- Življenje Jadrana 1947
- Iz ribjega sveta 1951
- Morja bogati zakladi 1956
- Morski svet 1956
- Iz življenja sesalcev 1957
- Dvoživke in plazilci 1958
- Zoologija (učbenik za srednje šole) 1959
- Človek in ocean 1961
- Vretenčarji 1961
- Skrivnostna bitja globokega morja 1962
- Cousteau: Delfini (prevod) 1979
- Morski ribji trg 1982
- Jadranske ribe 1984, ponatisi l. 87, 88, 91 in 2000
- Obrazi morja 1987
- Življenje živali v morju 1988
- Prvi koraki v morje 1998
- Povest o hrbtenici 1999

## Nagrade in priznanja
7. decembra 1984 je ob 50-letnici Prirodoslovnega društva Slovenije prejel plaketo velikega slovenskega biologa Pavla Grošlja, od leta 1994 je bil častni član Prirodoslovnega društva Slovenije.
28. oktobra 2004 ga je predsednik Republike Slovenije odlikoval z zlatim redom za zasluge za življenjsko delo in za prispevek k slovenski biološki znanosti in njenemu mednarodnemu ugledu. 
9. marca 2005 je senat Univerze na Primorskem na 16. redni seji senata podelil naziv »častni doktor Univerze na Primorskem« prof. dr. Miroslavu Zeiu »za izjemne dosežke pri razvoju biološke znanosti ter še posebej pri uveljavljanju slovenske morske biologije doma in v svetu.«
Po Miroslavu Zeiu se imenujejo nagrade, ki jih podeljuje NIB.